# گرگوری کاراز
گرگوری کاراز (انگلیسی: Grégory Carraz؛ زادهٔ ۹ آوریل ۱۹۷۵) یک تنیس‌باز اهل فرانسه است.